# Krejčovství

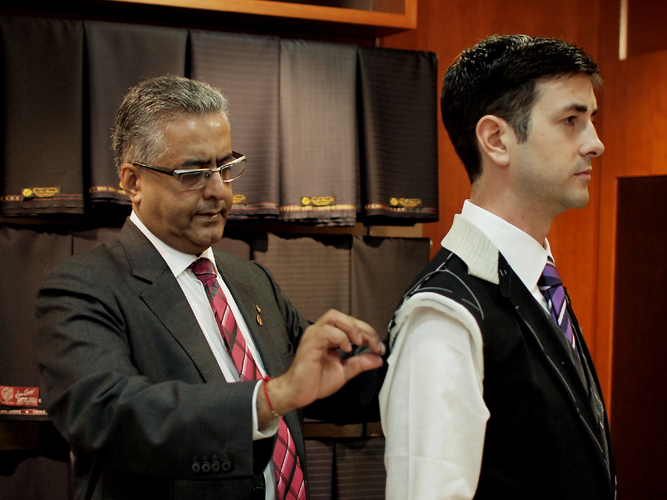
Krejčí přizpůsobující zákazníkovi oblek na míru

Krejčovství je řemeslo, které se zabývá výrobou, opravami a úpravami šatstva, oblečení a oděvů.
Muž, který vykonává toto povolání se nazývá krejčí. Žena, která se zabývá krejčovstvím, se nazývá buďto
švadlena nebo také dámská krejčová (pokud pracuje pouze pro dámy). Krejčí, dámské krejčové a švadleny se zabývají
zejména stříháním látek a šitím. Šití se dříve provádělo pouze ručně pomocí nůžek, jehly a nití, dnes obvykle pomocí šicích strojů.
S nástupem průmyslové výroby v 19. a 20. století toto řemeslo postupně upadalo s tím jak oděvní průmysl začal hromadně vyrábět konfekční zboží, nicméně nikdy zcela nezaniklo a přežilo do dnešních dob.
Řemeslo lze provozovat i amatérsky podomácku jako určitý druh specifického hobby.

## Příbuzná řemesla a povolání
- garderobiér
- módní návrhářství (oděvní design)
- pletařství
- kloboučnictví
- ševcovství neboli obuvnictví
- rukavičkářství

## Krejčovské pomůcky, materiály a zařízení
- nůžky
- jehly
- nitě
- navlékač jehel
- náprstek
- krejčovské panny
- oděvní střihy (oděvní šablony)
- šicí stroj
- krejčovská křída
- látka
- knoflíky
- patentky
- zdrhovadla

## Galerie krejčovství

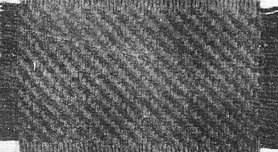
Bavlněná tkanina na podšívku (asi z roku 1925)
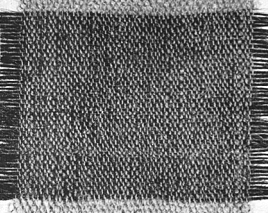
Tkanina na výztuž vlněných oděvů (asi z roku 1925)
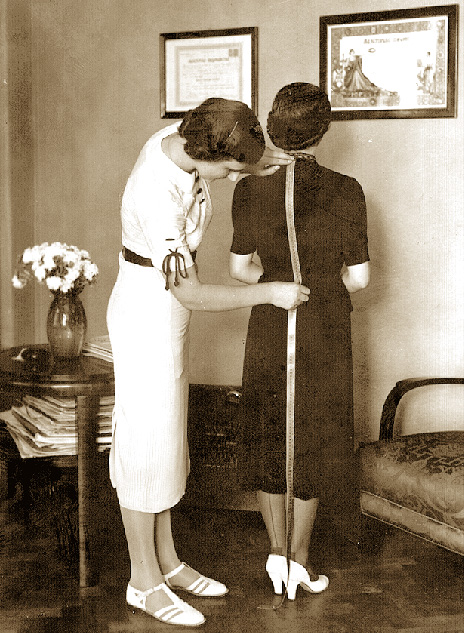
Dámská krejčová (Srbsko 1937)
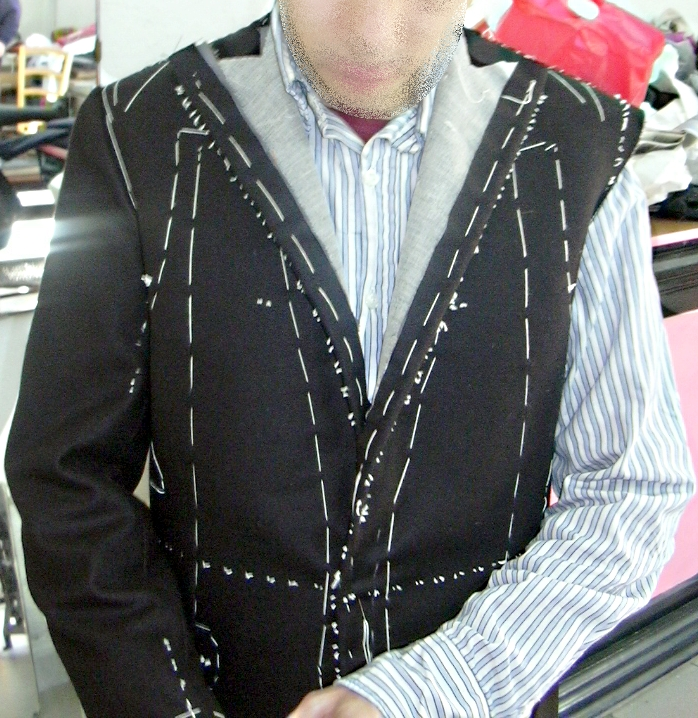
Zkouška saka při šití na míru (2008)
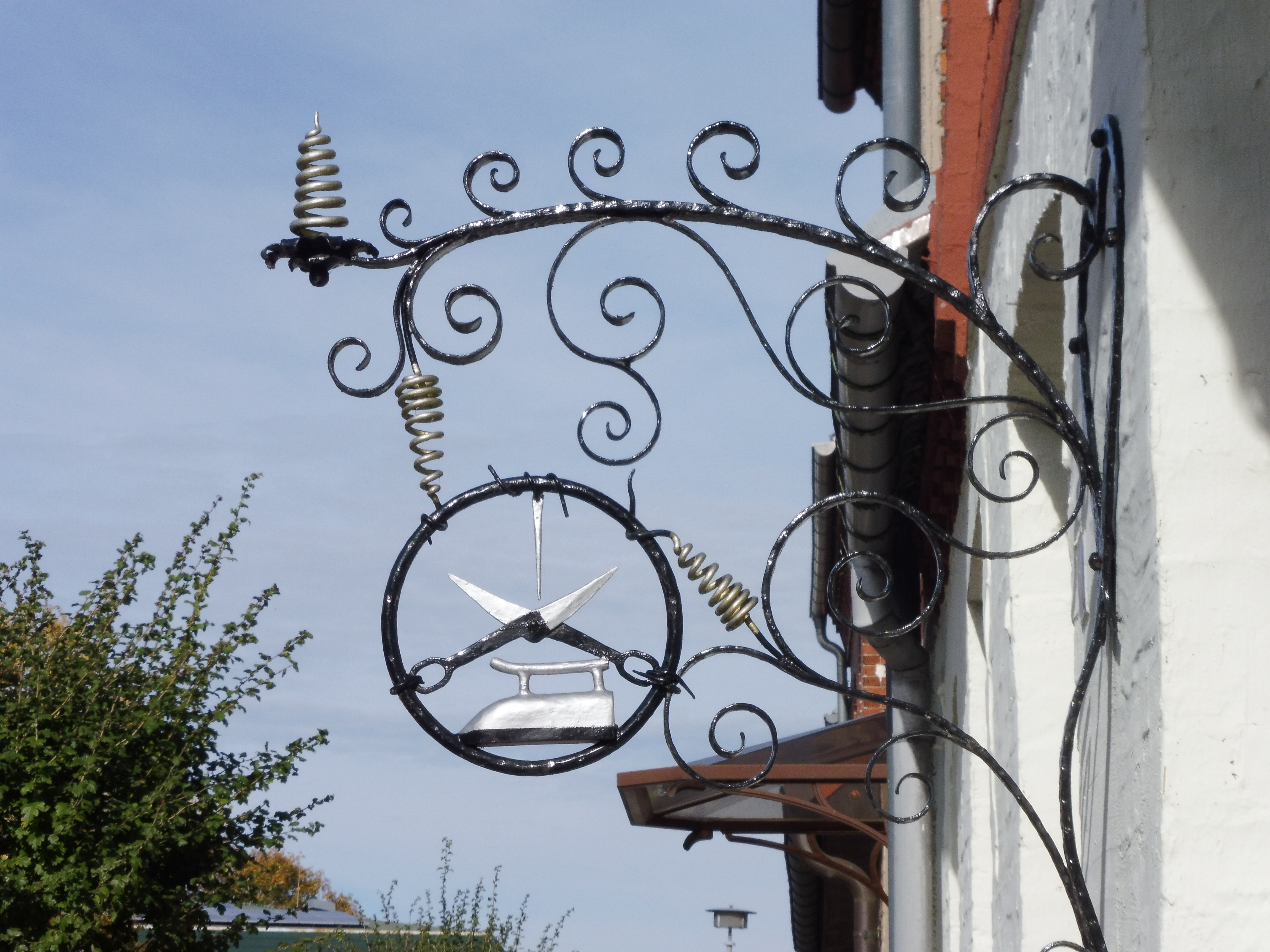
Historický znak krejčovského cechu (foto 2018 v Německu)